# Pik Aborigen
Der Pik Aborigen (russisch Пик Абориге́н) ist der höchste Berg im südlichen Tscherskigebirge, einem Teil des Ostsibirischen Berglands in Nordostrussland. Dort ragt der Berg, der sich in der Balogotschan-Kette befindet und rund 500 km südlich des Polarkreises liegt, 2286 m hoch auf.
Höchster Gipfel des Tscherskigebirges ist die Pobeda.